# North American XB-21
North American XB-21, định danh của công ty NA-21, biệt danh "Dragon", là một mẫu thử máy bay ném bom được phát triển bởi hãng North American Aviation vào cuối thập niên 1930.

## Tính năng kỹ chiến thuật (XB-21)

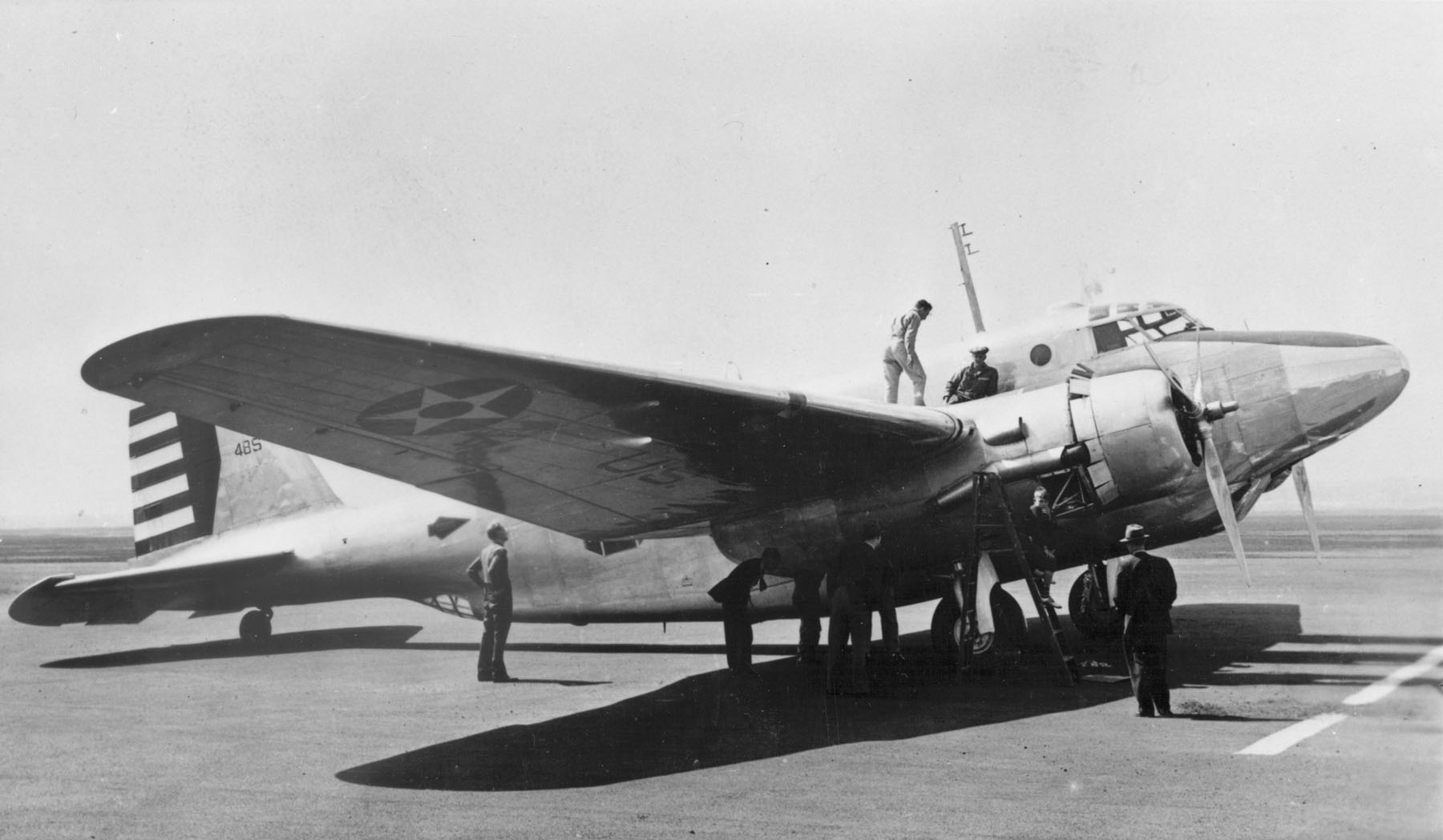
Mẫu thử XB-21

Dữ liệu lấy từ 
Đặc tính tổng quát
- Kíp lái: 6-8
- Chiều dài: 61 ft 9 in (18,82 m)
- Sải cánh: 95 ft 0 in (28,96 m)
- Chiều cao: 14 ft 9 in (4,50 m)
- Diện tích cánh: 1.120 foot vuông (104 m2)
- Trọng lượng rỗng: 19.082 lb (8.655 kg)
- Trọng lượng có tải: 27.253 lb (12.362 kg)
- Trọng lượng cất cánh tối đa: 40.000 lb (18.144 kg)
- Động cơ: 2 × Pratt & Whitney R-2180 Twin Hornet kiểu động cơ piston bố trí tròn tăng áp, 1.200 hp (890 kW)  mỗi chiếc
- Cánh quạt: 3-lá

Hiệu suất bay
- Vận tốc cực đại: 220 mph (354 km/h; 191 kn) trên độ cao 10.000 foot (3.000 m)
- Vận tốc hành trình: 190 mph (165 kn; 306 km/h)
- Tầm bay: 1.960 mi (1.703 nmi; 3.154 km) với 2.200 pound (1.000 kg) bom
- Bán kính chiến đấu: 600 mi (521 nmi; 966 km) với 10.000 pound (4.500 kg) bom
- Trần bay: 25.000 ft (7.620 m)
- Thời gian lên độ cao: 10 phút lên độ cao 10.000 foot (3.000 m)

Vũ khí trang bị

- Súng: 5 súng máy.30-calibre
- Bom: Lên tới 10.000 pound (4.500 kg)